# Business (песня)
| Оценки критиков | Оценки критиков |
| Источник        | Оценка          |
| --------------- | --------------- |
| Allmusic        | [ 1 ]           |

«Business» (МФА: [ˈbɪznəs], с англ. — «Бизнес»), стилизовано как «BUSINƎSS» — песня американского рэпера Eminem выпустил 7 июля 2003 года в качестве пятого и заключительного сингла из своего четвёртого студийного альбома The Eminem Show. Примечательно что сингл не был выпущен в Соединённых Штатах Америки.

## Описание
В песне Eminem и Dr. Dre сравниваются с героями комиксов Бэтменом и Робином; в первый раз такое сравнение было проведено в клипе на вышедший ранее сингл «Without Me». Текст песни опирается на «характерный для мультфильмов» (англ. “cartoonish”)  бит: это одна из тех песен, спродюсированных Dr. Dre для альбома The Eminem Show (две другие — «Say What You Say» и «My Dad’s Gone Crazy»), которые, по мнению Марти Брауна (англ. Marty Brown) из CultureDose, создают «идеальную картину в воображении» слушателей, а также что этот бит «может рассмешить и вызвать гнев» (англ. “a launchpad equally effective for humor or anger”).
В своей статье для интернет-журнала Pitchfork Итан П. (англ. Ethan P.) утверждает, что сингл «Business» по стилю похож на некоторые из ранних синглов которые выпустил Eminem и подходит для темы «Бэтмен и Робин», но отмечает что «в этот раз речь действительно идёт о Бэтмене и Робине» (англ. “this time he’s actually talking about Batman and Robin!!”).

## Обложка
На обложке изображен сидящий на полу Eminem. Автор фотографии — британский фотограф Rankin. Существует два варианта обложки: с белым фоном и синей надписью и c синим фоном и белой надписью.

## Список композиций
Издание для Великобритании и Австралии.
| №                   | Название                                                    | Автор(ы)                                    | Продюсер            | Длительность |
| ------------------- | ----------------------------------------------------------- | ------------------------------------------- | ------------------- | ------------ |
| 1.                  | «Business»                                                  | М. Мэтерс, А. Янг, Р. Фимстер, М. Элизондо  | Dr. Dre             | 4:20         |
| 2.                  | «Bump Heads» (версия DJ Green Lantern) (при участии G-Unit) | М. Мэтерс, К. Джексон, М. Бернард, К. Ллойд | DJ Green Lantern    | 4:36         |
| 3.                  | «Business» (видеозапись выступления в Барселоне)            | М. Мэтерс, А. Янг, Р. Фимстер, М. Элизондо  | Dr. Dre             | 4:20         |
| Общая длительность: | Общая длительность:                                         | Общая длительность:                         | Общая длительность: | 13:16        |

| №                   | Название                                              | Автор(ы)                                   | Продюсер            | Длительность |
| ------------------- | ----------------------------------------------------- | ------------------------------------------ | ------------------- | ------------ |
| 1.                  | «Business»                                            | М. Мэтерс, А. Янг, Р. Фимстер, М. Элизондо | Dr. Dre             | 4:20         |
| 2.                  | «The Conspiracy» (версия DJ Green Lantern) (фристайл) | M. Mathers                                 | DJ Green Lantern    | 5:14         |
| 3.                  | «Business» (видеозапись выступления в Детройте)       | М. Мэтерс, А. Янг, Р. Фимстер, М. Элизондо | Dr. Dre             | 4:20         |
| Общая длительность: | Общая длительность:                                   | Общая длительность:                        | Общая длительность: | 13:54        |

| №                   | Название                                                    | Автор(ы)                                    | Продюсер            | Длительность |
| ------------------- | ----------------------------------------------------------- | ------------------------------------------- | ------------------- | ------------ |
| 1.                  | «Business»                                                  | М. Мэтерс, А. Янг, Р. Фимстер, М. Элизондо  | Dr. Dre             | 4:11         |
| 2.                  | «The Conspiracy» (версия DJ Green Lantern) (фристайл)       | М. Мэтерс                                   | DJ Green Lantern    | 2:48         |
| 3.                  | «Bump Heads» (версия DJ Green Lantern) (при участии G-Unit) | М. Мэтерс, К. Джексон, М. Бернард, К. Ллойд | DJ Green Lantern    | 4:37         |
| Общая длительность: | Общая длительность:                                         | Общая длительность:                         | Общая длительность: | 11:36        |

| №                   | Название                                              | Автор(ы)                                   | Продюсер            | Длительность |
| ------------------- | ----------------------------------------------------- | ------------------------------------------ | ------------------- | ------------ |
| 1.                  | «Business»                                            | М. Мэтерс, А. Янг, Р. Фимстер, М. Элизондо | Dr. Dre             | 4:20         |
| 2.                  | «The Conspiracy» (версия DJ Green Lantern) (фристайл) | M. Mathers                                 | DJ Green Lantern    | 5:14         |
| 3.                  | «Business» (инструментальная версия)                  | М. Мэтерс, А. Янг, Р. Фимстер, М. Элизондо | Dr. Dre             | 4:20         |
| 4.                  | «Business» (видеозапись выступления в Детройте)       | М. Мэтерс, А. Янг, Р. Фимстер, М. Элизондо | Dr. Dre             | 4:20         |
| Общая длительность: | Общая длительность:                                   | Общая длительность:                        | Общая длительность: | 18:14        |

| №                   | Название                                                    | Автор(ы)                                    | Продюсер            | Длительность |
| ------------------- | ----------------------------------------------------------- | ------------------------------------------- | ------------------- | ------------ |
| 1.                  | «Business»                                                  | М. Мэтерс, А. Янг, Р. Фимстер, М. Элизондо  | Dr. Dre             | 4:13         |
| 2.                  | «Bump Heads» (версия DJ Green Lantern) (при участии G-Unit) | М. Мэтерс, К. Джексон, М. Бернард, К. Ллойд | DJ Green Lantern    | 4:43         |
| 3.                  | «Business» (А капелла)                                      | М. Мэтерс, А. Янг, Р. Фимстер, М. Элизондо  | Dr. Dre             | 4:17         |
| 4.                  | «Business» (видеозапись выступления в Барселоне)            | М. Мэтерс, А. Янг, Р. Фимстер, М. Элизондо  | Dr. Dre             | 4:20         |
| Общая длительность: | Общая длительность:                                         | Общая длительность:                         | Общая длительность: | 17:33        |

## Участники записи
Информация взята из буклета к альбому The Eminem Show.
- Песня была записана в студиях Sierra Sounds (Беркли) и Larabee West (Лос-Анджелес). Сведена в студии Encore Studios (Бербанк). Все три студии находятся в штате Калифорния.

| - Eminem — автор песни, исполнитель - Dr. Dre — автор песни, продюсер, аудиомонтажёр - Рон Фимстер — автор песни, клавишник - Майк Элизондо — автор песни, гитарист, бас-гитарист - Трейси Нельсон — бэк-вокалистка - Барбара Уилсон — бэк-вокалистка - Шай Фелдер — бэк-вокалистка - Конеча Оуэнс — бэк-вокалистка | - Маурицио «Veto» Ирагорри — звукоинженер - Стив Кинг — звукоинженер - Боб Канеро — ассистент звукоинженера - Алекс Ревербери — ассистент звукоинженера - Майкл Стрэйндж-младший — ассистент звукоинженера - Урбан Крис — ассистент звукоинженера - Джеймс «Flea» Маккрон — ассистент звукоинженера |

## Позиции в чартах и продажи
| Чарт (2002—2003)                      | Высшая позиция |
| ------------------------------------- | -------------- |
| Австралия (ARIA)                      | 4              |
| Австрия (Ö3 Austria Top 40)           | 22             |
| Бельгия/Фландрия (Ultratop 50)        | 28             |
| Бельгия/Валлония (Ultratop 50)        | 30             |
| Германия (GfK)                        | 15             |
| Ирландия (IRMA)                       | 7              |
| Нидерланды (Dutch Top 40)             | 9              |
| Новая Зеландия (Recorded Music NZ)    | 14             |
| Великобритания (OCC UK Singles)       | 6              |
| США (Billboard Hot R&B/Hip-Hop Songs) | 77             |
| США (Billboard Hot Rap Songs)         | 25             |

| Страна    | Сертификат | Количество продаж |
| --------- | ---------- | ----------------- |
| Австралия | Золотой    | 35 000            |